# Bednyj, bednyj Pavel
Bednyj, bednyj Pavel (russisk: Бедный бедный Павел) er en russisk spillefilm fra 2003 af Vitalij Melnikov.

## Medvirkende
- Viktor Sukhorukov – Pavel I
- Oleg Jankovskij – Pahlen
- Oksana Mysina – Marija Fjodorovna
- Julija Mavrina – Anna Lopukhina
- Aleksej Barabasj – Aleksandr